# Danny Jones (rugbyspeler)
Danny Jones (Halifax, 6 maart 1986 – Hampstead, 3 mei 2015) was een Welsh rugbyspeler.

## Biografie
Jones speelde in zijn carrière voor 2 clubs. Van 2003 tot 2009 bij Halifax. Van 2010 tot 2015 bij de Keighley Cougars. De speler kwam 11 keer uit voor de Welshe nationale ploeg. Op 3 mei kreeg hij tijdens een wedstrijd een hartaanval. Hij werd nog naar het hospitaal gebracht, waar hij bij aankomst overleed. Jones werd 29 jaar oud.